# NGC 4515
NGC 4515 é uma galáxia elíptica (E-S0) localizada na direcção da constelação de Coma Berenices. Possui uma declinação de +16° 15' 56" e uma ascensão recta de 12 horas, 33 minutos e 04,9 segundos.
A galáxia NGC 4515 foi descoberta em 21 de Março de 1784 por William Herschel.